# ونئی
وِنُئی یا اُنِئی یک آبخوست و منطقه شهرداری در ناحیه فایچوک در ایالت چوک در کشور ایالات فدرال میکرونزی است.